# Lygodium × lancetillanum
Lygodium × lancetillanum là một loài dương xỉ trong họ Lygodiaceae. Loài này được L.D. Gómez mô tả khoa học đầu tiên năm 1980.
Danh pháp khoa học của loài này chưa được làm sáng tỏ. 